# Звягин, Михаил Андреевич
Михаил Андреевич Звягин (1882 — 1945) — участник Белого движения на Юге России, командир Самурского пехотного полка, начальник 6-й пехотной дивизии, генерал-майор.

## Биография
Из потомственных дворян. Уроженец Смоленской губернии.
Окончил Михайловский Воронежский кадетский корпус (1901) и Павловское военное училище (1903), откуда выпущен был подпоручиком в 108-й пехотный Саратовский полк.
С началом русско-японской войны, 26 ноября 1904 года был переведен в 281-й пехотный Дрисский полк. За боевые отличия награжден тремя орденами, в том числе орденом Св. Анны 4-й степени с надписью «за храбрость». Произведен в поручики 14 июля 1905 года. 7 декабря 1906 года переведен обратно в 108-й пехотный Саратовский полк. Произведен в штабс-капитаны 20 сентября 1909 года.
В Первую мировую войну вступил в должности командира 12-й роты 108-го пехотного Саратовского полка. Произведен в капитаны 2 ноября 1914 года «за отличия в делах против неприятеля», в подполковники  — 5 октября 1915 года «за отличия в делах против неприятеля», в полковники — 7 июля 1916 года. Был награжден всеми орденами до ордена Св. Владимира 3-й степени включительно. 31 марта 1917 года назначен командиром 705-го пехотного Тихобужского полка.
В Гражданскую войну участвовал в Белом движении на Юге России. В 1918 году — в Самурском пехотном полку Добровольческой армии. Вступил в командование полком 29 октября 1918 года после ранения полковника Шаберта. Осенью 1919 года, во время Московского похода ВСЮР, был назначен командиром 2-й бригады Дроздовской дивизии. Весной 1920 года был начальником Генического десанта, в котором командовал Алексеевской бригадой, составленной из Алексеевского и Самурского полков. Был произведён в генерал-майоры. В Русской армии — начальник 6-й пехотной дивизии. После эвакуации Крыма, с 21 ноября 1920 по 29 января 1921 года, состоял комендантом города Галлиполи.
Осенью 1925 года — в составе Дроздовского полка в Болгарии. Был председателем местного отделения Общества галлиполийцев в городе Русе. В годы Второй мировой войны служил в Русском корпусе, сформированном в Югославии: в 1944 году — командир конного взвода 2-го батальона 2-го полка, затем в штабе 5-го полка (в звании фельдфебеля). Смертельно ранен 20 января 1945 года у села Махалы. Был женат, имел двух дочерей.

## Награды
- Орден Святого Станислава 3-й ст. с мечами и бантом (ВП 11.12.1905)
- Орден Святой Анны 3-й ст. с мечами и бантом (ВП 29.01.1906)
- Орден Святой Анны 4-й ст. с надписью «за храбрость» (ВП 12.02.1906)
- Орден Святого Станислава 2-й ст. (ВП 18.07.1912)
- Орден Святого Владимира 4-й ст. с мечами и бантом (ВП 5.10.1914)
- Орден Святой Анны 2-й ст. с мечами (ВП 18.02.1915)
- мечи к ордену Св. Станислава 2-й ст. (ВП 2.05.1916)
- Орден Святого Владимира 3-й ст. с мечами (ПАФ 24.03.1917)